# Pseudonortonia aberratica
Pseudonortonia aberratica är en stekelart som först beskrevs av Morice 1903.  Pseudonortonia aberratica ingår i släktet Pseudonortonia och familjen Eumenidae. Utöver nominatformen finns också underarten P. a. arabica.